# Friedrich-VII.-Kanal
Der Friedrich-VII.-Kanal (dänisch Frederik-VII.-Kanal) ist eine künstliche Wasserstraße, die unter dem dänischen König Friedrich VII. zur Umschiffung von Untiefen im Limfjord angelegt wurde.

## Geographie

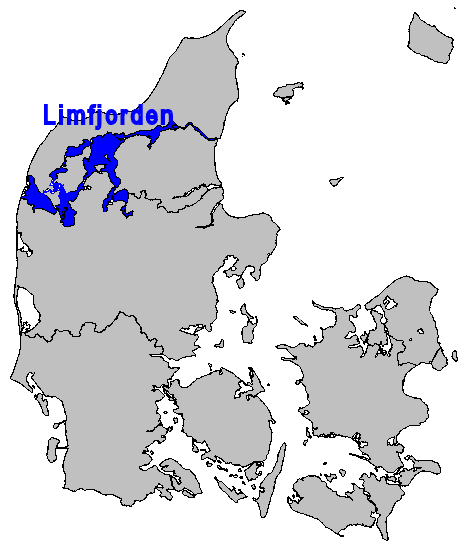
Lage des Limfjords in Dänemark

Der Limfjord im Norden Dänemarks trennt den südlichen Teil Jütlands von der Halbinsel Vendsyssel-Thy und verbindet die Nordsee im Westen mit dem Kattegat im Osten. Der Fjord ist seit Jahrhunderten von Bedeutung für die Schifffahrt, war aber durch die Untiefe Løgstør Grunde zwischen Løgstør und Aggersund lange Zeit kaum schiffbar. Durch den Bau des Kanals konnten diese Untiefen umschifft werden und der Limfjord auf diese Weise einfacher von Schiffen durchfahren werden.

## Verlauf
Der 4,4 Kilometer lange Kanal verläuft vom Ort Lendrup im Westen in nordöstlicher Richtung nach Løgstør und mündet dort am Segelhafen der Stadt wieder in den Limfjord. Der Kanal verläuft nahezu parallel zum Ufer des Limfjords und ist von diesem nur durch einen schmalen Deich getrennt. Die Breite des Kanal beträgt etwa 25 Meter, die Tiefe drei Meter. Seitlich des Kanals verlaufen bis heute genutzte Wege, die früher als Leinpfad für Schiffe, die von Pferden den Kanal entlanggezogen wurden, dienten.

## Geschichte
Der Kanal wurde während der Amtszeit seines Namensgebers König Friedrich VII. von Dänemark gebaut. Die Arbeiten begannen im Jahr 1856 und wurden nach fünfjähriger Bauzeit 1861 abgeschlossen. Die Eröffnung des Bauwerks fand feierlich in Gegenwart von König Friedrich VII. statt. Der Kanal wurden in den Jahren nach seiner Eröffnung intensiv genutzt und trug durch die Erleichterung der Schifffahrt zur Entwicklung des Handels bei. Mit der Eröffnung einer 3,5 Meter tiefen Fahrrinne durch Løgstør Grunde im Jahr 1901 verlor der Kanal allerdings an Bedeutung, da er infolgedessen keine praktischen Vorteile für die Schifffahrt mehr bot. 1913 wurde der Kanal daraufhin stillgelegt. Heute wird der Kanal für Bootstouren genutzt und hat sich auf diese Weise zu einer Touristenattraktion gewandelt.
Der Kanal steht inzwischen als Kulturdenkmal unter Denkmalschutz. Unmittelbar am Ufer des Kanals befindet sich im ehemaligen Wohnhaus des Kanalvogts das Limfjordsmuseet Løgstør, das über die Kultur und die Geschichte der Menschen am Limfjord informiert. Eine weitere Attraktion am Friedrich-VII.-Kanal ist eine Drehbrücke, die in Løgstør über den Kanal führt und als älteste funktionierende Drehbrücke Dänemarks gilt.

## Galerie

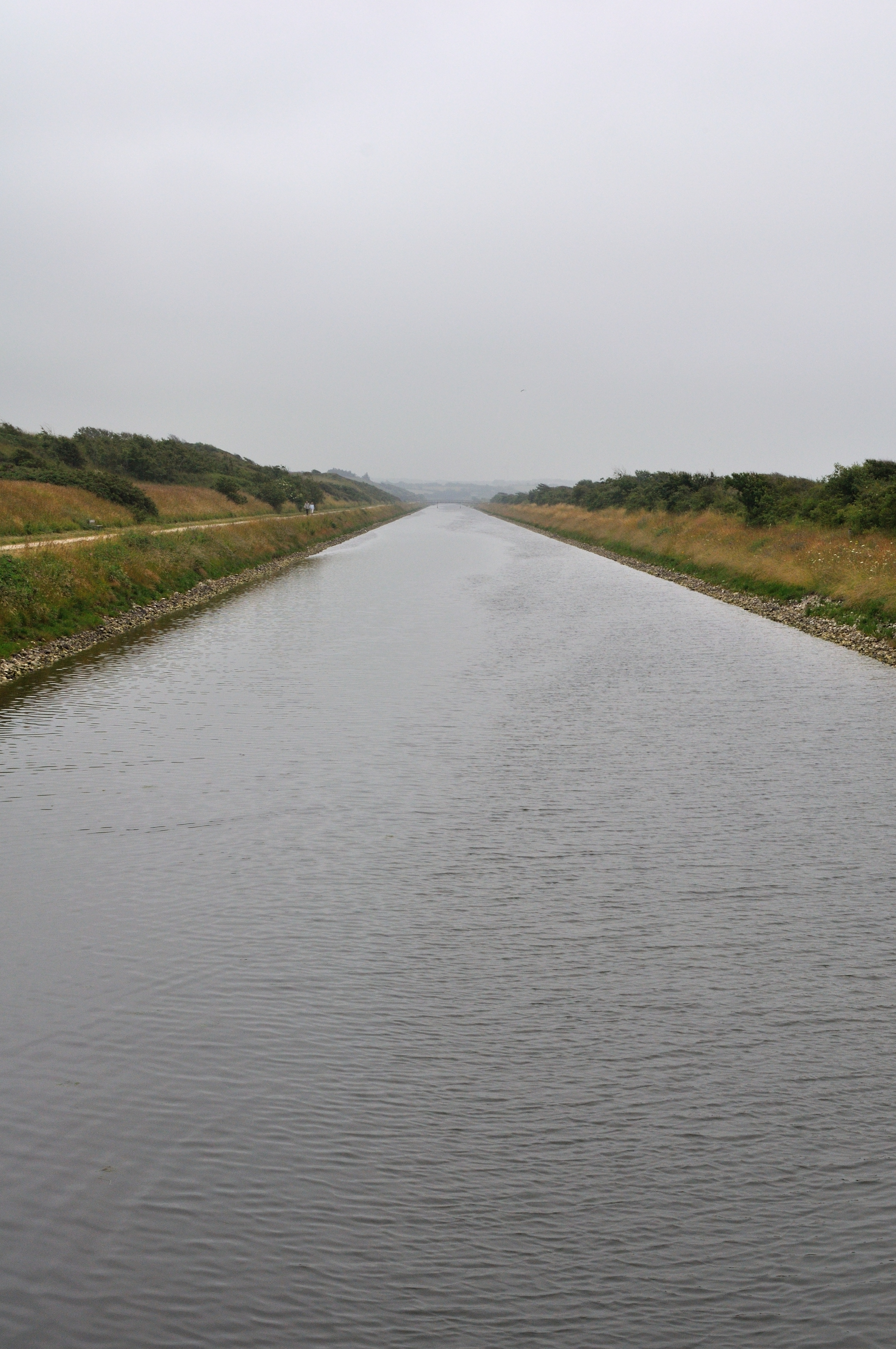
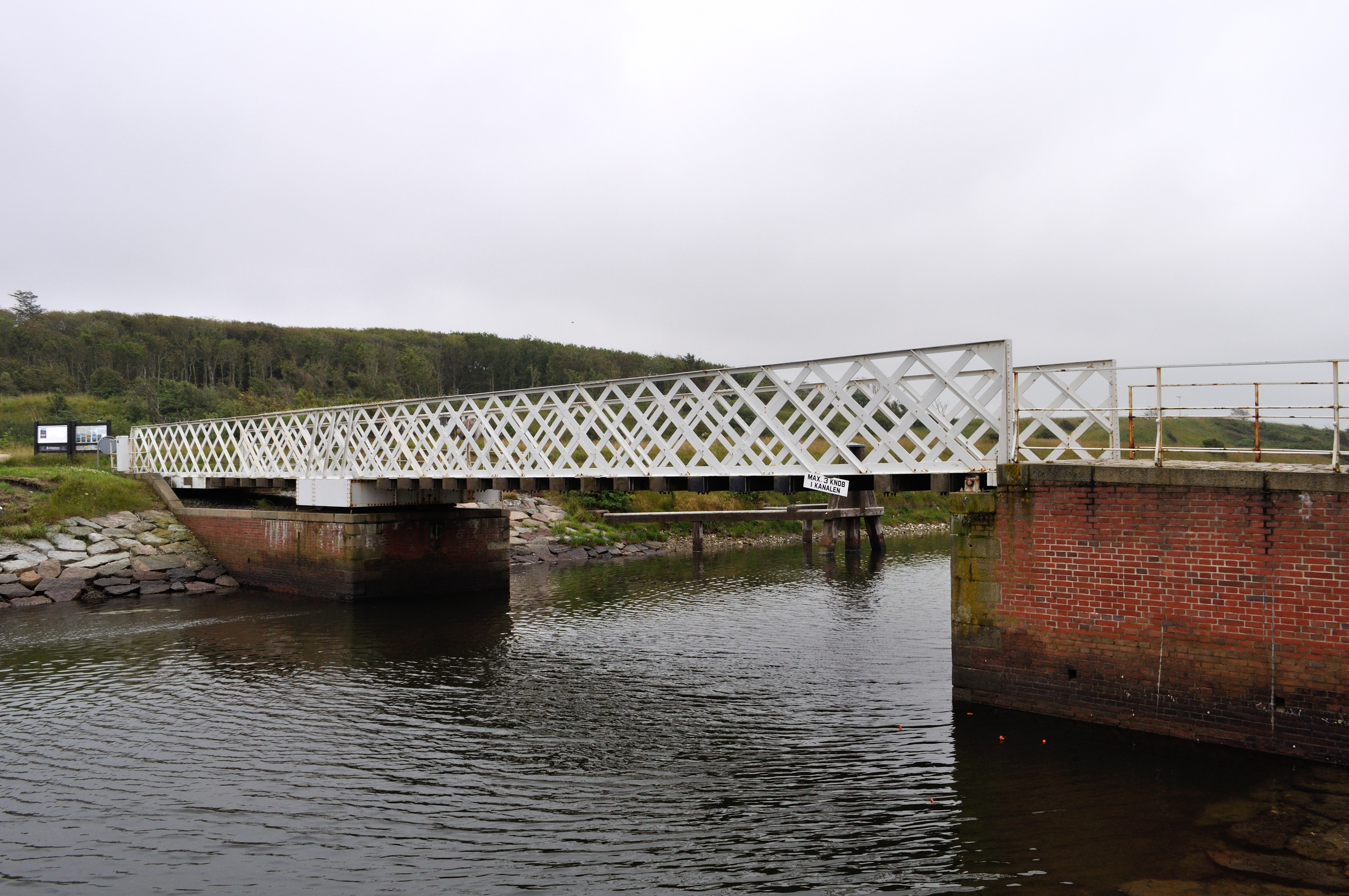
Drehbrücke über den Kanal
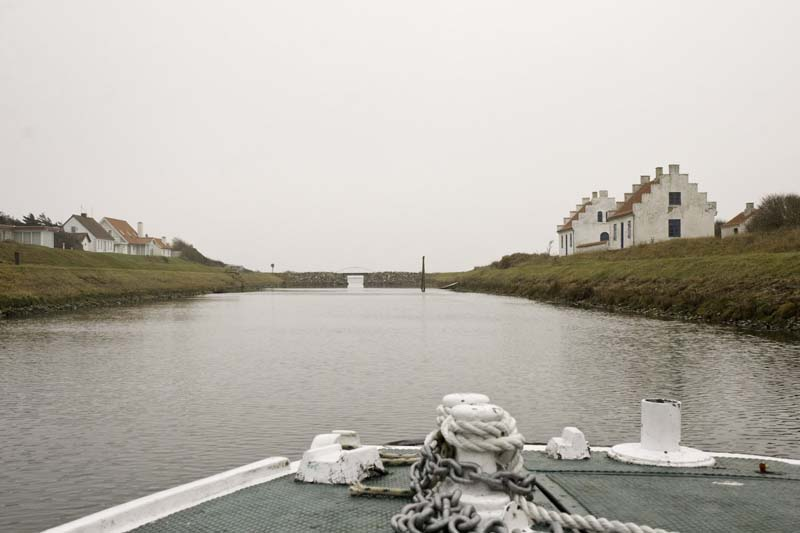
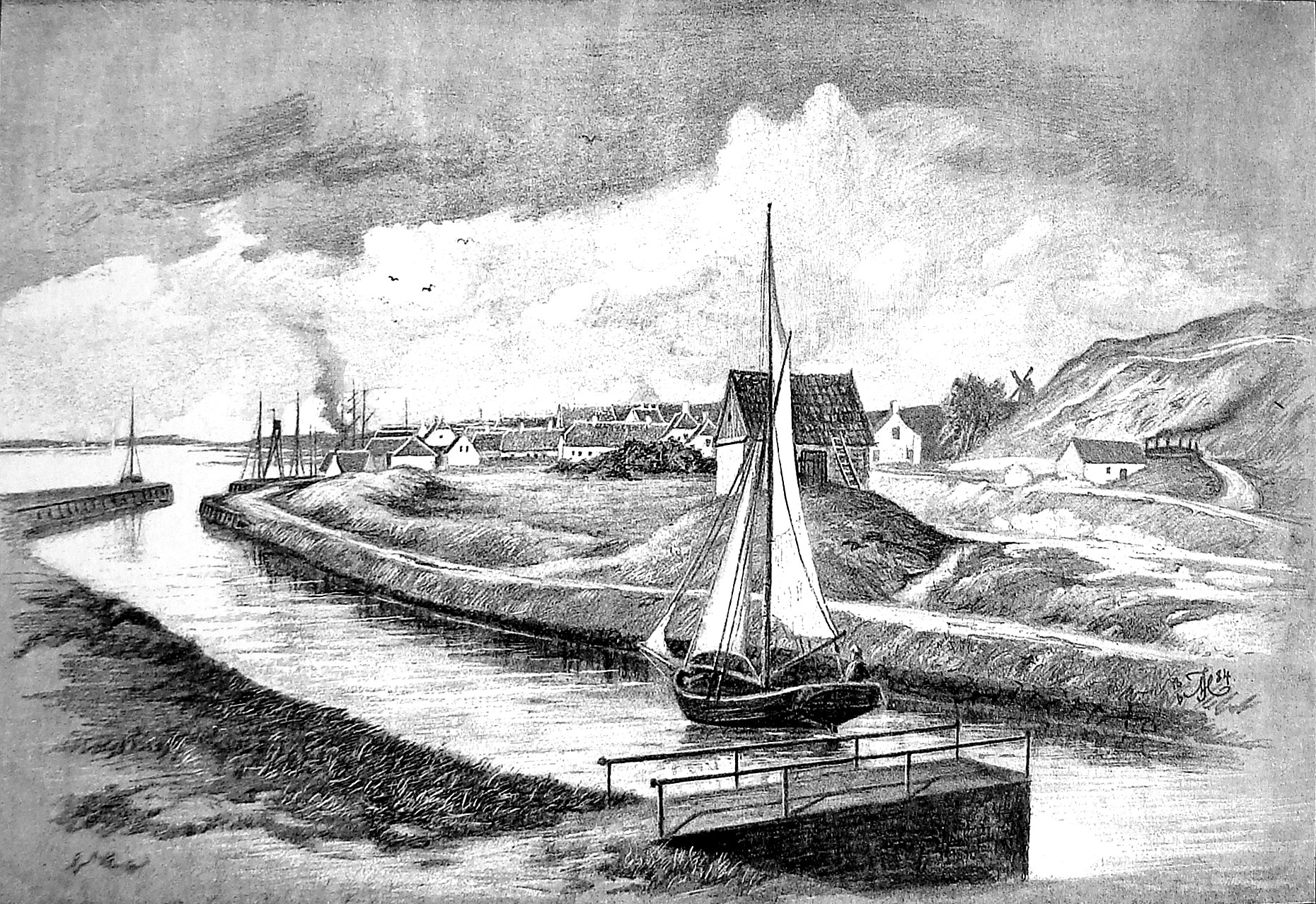
Gemälde von Carl Milton Jensen, das den Kanal zeigt (1884)